# Eduard Dämel

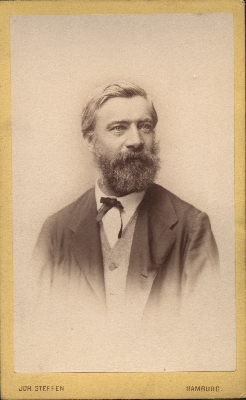
Eduard Dämel, CdV von Joh. Steffen, Hamburg, o. J. (ca. 1879)

Carl Friedrich Eduard Dämel (* 10. März 1822 in Hamburg; † 3. September 1900 ebenda) war ein deutscher Entomologe, Forschungsreisender und Naturalienhändler.

## Leben
Eduard Dämel war der Sohn von Johann Franz Dämel, der einen Zeitungsladen am Jungfernstieg betrieb, und seiner Frau Catharina Dorothea Wehrs. Aus einer Anzeige, die mit „Dorothea Dämel, geb. Wehrs“ unterzeichnet ist, geht hervor, dass der Zeitungsladen während des Hamburger Brandes vernichtet wurde, und sie fünf Kinder zu versorgen hatte. Am 9. November 1882 heirateten Carl Friederich Eduard Dämel und Fany Sophie Kloth. Am 10. Juli 1863 wurde er Hamburger Bürger.
Dämel unternahm 1852 bis 1860 und 1866 bis 1867 drei Forschungsreisen, zwei davon nach Australien und eine auf die Fidschi-Inseln. In Australien waren seine Aufenthaltsorte Sydney (1852–1858), Westaustralien (1859), Port Curtis (1860), Port Denison und Rockhampton (Februar bis Mai 1866) und Cap York (Mai bis Dezember 1866). Nach seiner Rückkehr betrieb Dämel in Hamburg einen Handel mit Naturalien und war als Assistent am Museum Godeffroy tätig.
1871 fuhr Dämel als Forschungsreisender für das Museum Godeffroy erneut nach Australien, um Artefakte zu sammeln. Er kam im November in Sydney an. Weitere Aufenthaltsorte auf dieser Reise waren ab März 1872 Rockhampton, ab Juli 1872 Peak Downs, ab Mai 1873 Rockhampton, ab Dezember 1873 Gayndah und von Mai 1874 bis Februar 1875 wieder Sydney. Gesammelte Exemplare schickte Dämel nach Hamburg zum Museum Godeffroy. Es kamen unter anderem etwa 40.000 gesteckte Insekten an. Dämel kehrte im Mai 1875 aus Australien zurück. Er betrieb wieder seine Naturalienhandlung, zunächst in der Annenstraße und später in der Bernhardstraße. Unter gleicher Anschrift war der letzte Kustos des Museum Godeffroy C. A. Pöhl in den Adressbüchern verzeichnet.
Dämel handelte mit Exemplaren, die der Schweizer Entomologe Jacob Boll zusammengetragen hatte. Boll war in die USA ausgewandert und in Texas als Sammler tätig.
Von Dämel gesammelte Exponate befinden sich in verschiedenen wissenschaftlichen Sammlungen, beispielsweise der Humboldt-Universität zu Berlin und der Harvard University.

## Tier- und Pflanzennamen

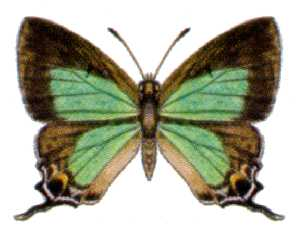
Jalmenus daemeli

Um seine Verdienste für die Wissenschaft zu würdigen, wurden Tiere und Pflanzen nach Dämel benannt. Nachfolgend beispielhaft eine Auswahl:
- Schlange Hemiaspis damelii oder Hoplocephalus damelii[18]
- Schmetterling Daemel’s Blue Jalmenus daemeli
- Käfer Nyctozoilus daemeli[19]
- Weichtier Planorbis daemeli
- Ameise Polyrhachis daemeli
- Australischer Waldfrosch Rana daemeli
- Fisch Serranus daemeli
- Pflanze Toechima daemelianum
- Spinne Xysticus daemeli